# مایک آکلند
مایک آکلند (انگلیسی: Mike Acland؛ زادهٔ ۴ ژوئن ۱۹۳۵) یک بازیکن فوتبال است.